# Landtagswahlkreis Lippe III
Der Landtagswahlkreis Lippe III (99) ist ein Landtagswahlkreis im Kreis Lippe in Nordrhein-Westfalen. Er umfasst die Gemeinden Augustdorf, Detmold, Horn-Bad Meinberg, Schieder-Schwalenberg und Schlangen.
Bei seiner Neuerrichtung zur Landtagswahl 1980 umfasste der Wahlkreis die Gemeinden Augustdorf, Detmold, Horn-Bad Meinberg, Lügde, Schieder-Schwalenberg und Schlangen, welche bis 2021 zusammen mit dem Kreis Höxter den Bundestagswahlkreis Höxter – Lippe II bildeten. 2000 verlor der Wahlkreis Lügde an Lippe II, dafür kam die Gemeinde Steinheim im Kreis Höxter hinzu, wodurch der Wahlkreis in Lippe III – Höxter I umbenannt wurde. 2005 wurde Steinheim wieder dem Landtagswahlkreis Höxter zugeordnet.

## Landtagswahl 2022
Bei der Landtagswahl am 15. Mai 2022 waren 89.019 Personen wahlberechtigt. Die Wahlbeteiligung lag bei 54,6 %.
| Direktkandidat   | Partei   | Erststimmen in % | Zweitstimmen in % |
| ---------------- | -------- | ---------------- | ----------------- |
| Dennis Maelzer   | SPD      | 36,0             | 30,9              |
| Heinrich Zertik  | CDU      | 27,3             | 30,1              |
| Timo Broeker     | GRÜNE    | 16,9             | 17,2              |
| Elmar Thyzel     | FDP      | 5,2              | 5,5               |
| Walter Brinkmann | LINKE    | 2,5              | 2,4               |
| Viktor Hübner    | AfD      | 6,9              | 7,0               |
| –                | Sonstige | 5,2              | 6,8               |

## Landtagswahl 2017
Von 90.649 Wahlberechtigten im Wahlkreis gaben bei den Landtagswahlen 2017 am 14. Mai 2017 56.984 (62,86 %) ihre Stimme ab.
| Direktkandidat         | Partei     | Erststimmen in % | Zweitstimmen in % |
| ---------------------- | ---------- | ---------------- | ----------------- |
| Dennis Maelzer         | SPD        | 40,79            | 35,35             |
| Markéta Teutrine       | CDU        | 31,77            | 28,69             |
| Inga Kretzschmar       | GRÜNE      | 6,24             | 6,51              |
| Benita Alicia Henning  | FDP        | 7,42             | 11,13             |
| Roswitha Kögel         | PIRATEN    | 1,43             | 0,88              |
| Ursula Jacob-Reisinger | LINKE      | 4,82             | 4,93              |
| Jens Köhler            | Aufbruch C | 1,92             | 2,13              |
| Ernst-Ulrich Frank     | AfD        | 5,62             | 6,84              |
| –                      | Sonstige   | –                | 3,16              |

Dennis Maelzer (SPD) gewinnt den Wahlkreis zum dritten Male direkt. Er ist der einzige Abgeordnete aus dem Wahlkreis im Landtag.
Quelle: LANDTAGSWAHL 2017: Vorläufige Ergebnisse in Nordrhein-Westfalen. Heft 2

## Landtagswahl 2012
Von 91.460 Wahlberechtigten im Wahlkreis gaben bei den Landtagswahlen 2012 vom 13. Mai 2012 54.628 (59,7 %) ihre Stimme ab.
| Direktkandidat   | Partei       | Erststimmen in % | Zweitstimmen in % |
| ---------------- | ------------ | ---------------- | ----------------- |
| Konrad Hambrügge | CDU          | 28,8             | 23,6              |
| Dennis Maelzer   | SPD          | 45,2             | 41,7              |
| Werner Loke      | GRÜNE        | 8,4              | 10,6              |
| Ralph Gerdes     | FDP          | 5,0              | 8,3               |
| Andrea MacGregor | LINKE        | 2,5              | 2,6               |
| Detlef Schmidt   | PIRATEN      | 7,8              | 7,4               |
| Jens Köhler      | AUF          | 1,4              | 1,8               |
| Rüdiger Krentz   | FREIE WÄHLER | 1,0              | 0,8               |
| –                | Sonstige     | –                | 3,3               |

Dennis Maelzer (SPD) gewinnt den Wahlkreis ein zweites Mal direkt.
Quelle:

## Landtagswahl 2010
Stimmberechtigt waren 91.828 Bürger im Wahlkreis, von denen zu den Landtagswahlen 2010 54.320 oder 59,2 % gewählt haben.
| Direktkandidat             | Partei   | Erststimmen (in %) | Zweitstimmen (in %) |
| -------------------------- | -------- | ------------------ | ------------------- |
| Manfred Luckey             | CDU      | 32,4               | 29,1                |
| Dennis Maelzer             | SPD      | 45,3               | 40,3                |
| Dirk Brinkschmidt          | GRÜNE    | 10,1               | 12,3                |
| Horst Josef Walter Grumich | FDP      | 3,9                | 5,9                 |
| Ulrike Zerhau-Eckgold      | LINKE    | 5,0                | 5,5                 |
| Jens Köhler                | AUF      | 1,5                | 1,2                 |
| Helmut Günther             | PIRATEN  | 1,9                | 1,6                 |
| –                          | Sonstige | –                  | 4,1                 |

Dennis Maelzer gewinnt erstmals den Wahlkreis für die SPD. Sein Kontrahent Manfred Luckey zieht nicht wieder in den Landtag ein.

## Landtagswahl 2005
In den Landtagswahlen 2005 wahlberechtigt waren im Wahlkreis 91.964 Einwohner.
| Direktkandidat      | Partei | Stimmen (in %) |
| ------------------- | ------ | -------------- |
| Manfred Böcker      | SPD    | 40,1           |
| Manfred Luckey      | CDU    | 41,4           |
| Burkhard Branding   | FDP    | 6,4            |
| Thomas Enzensberger | GRÜNE  | 6,1            |
| Helmut Hauer        | REP    | 1,1            |
| Frank Bartel        | PDS    | 0,9            |
| Horst Pajewski      | PBC    | 0,9            |
| Manfred Weking      | ödp    | 0,3            |
| Harald Trupke       | WASG   | 2,9            |

Manfred Luckey, seit dem Jahr 2000 MdL in Düsseldorf über die CDU-Landesliste, nimmt dem seit 1980 regelmäßig den Wahlkreis gewinnenden Manfred Böcker von der SPD den Wahlkreis ab. Letzterer zieht nicht wieder in den Landtag ein.